# Рис Хаясі
Рис Хаясі (яп. ハ ヤ シ ラ イ ス) — страва йошоку (японська кухня) з рису. Зазвичай страва містить яловичину, цибулю та гриби у густому соусі деміглас, який часто включає червоне вино та томатний соус. Цей соус подається на або поруч з рисом, приготованим на пару. Іноді поверх соусу додають трішки свіжих вершків.

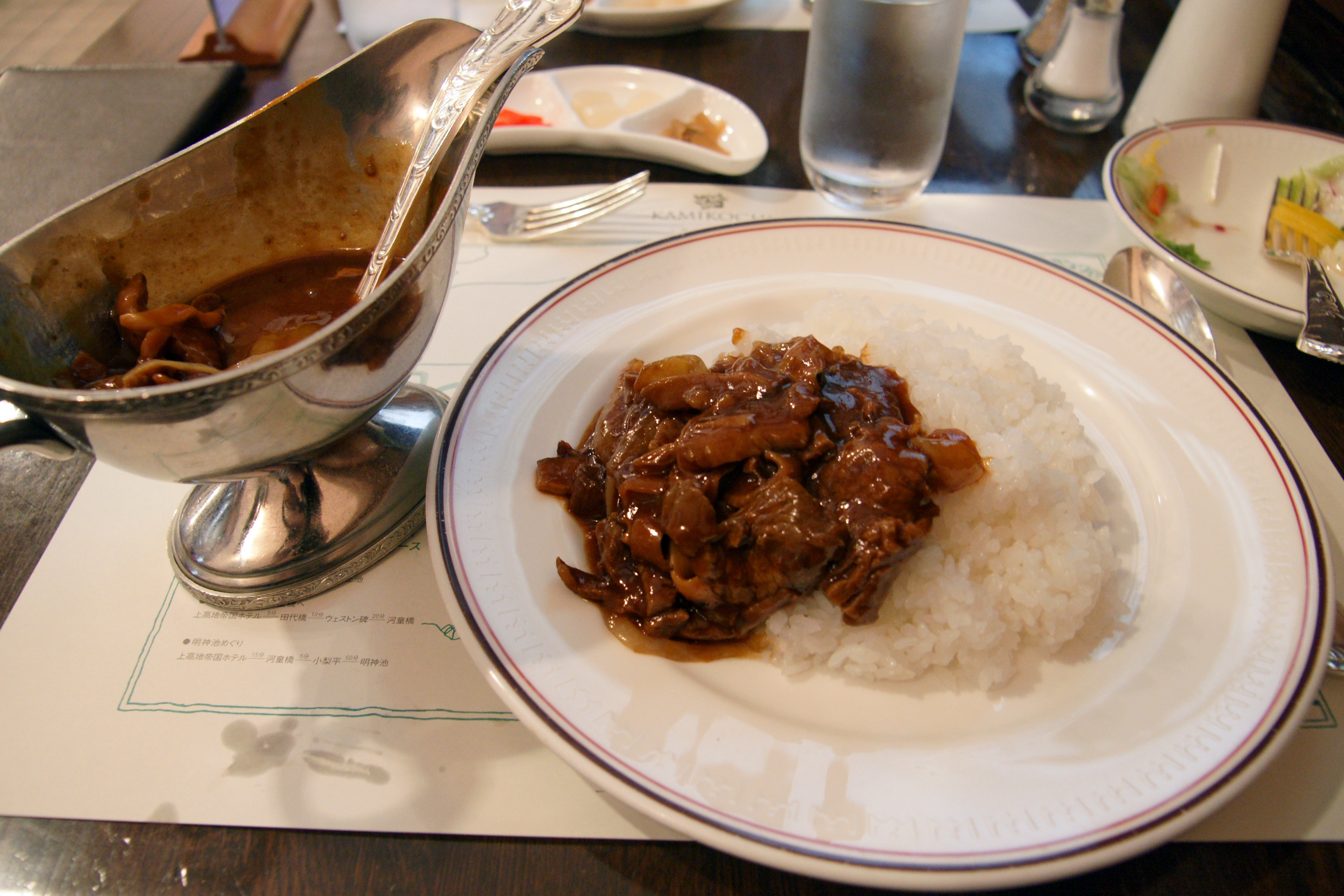
Рис Хаясі.

Страва бере свій початок з колишнього шахтарського містечка Ікуно, префектури Хіого, Японія. Рис Хаясі зазнав західного впливу, що проявляється у використанні соусу деміглас та часто червоного вина. А також він містить популярні в японські інгредієнти: яловичину (префектура Хіого відома яловичиною Кобе) та рис.
Існують суперечки щодо походження назви цієї страви:
- Одне з гіпотез полягає в тому, що страва названа на честь Ютекі Хаясі (яп. 早矢仕 有的), першого президента видавничої компанії http://www.maruzen.co.jp/corp/en/ [Архівовано 4 серпня 2020 у Wayback Machine.][4].
- Інша гіпотеза полягає в тому, що цю назву створив кухар Хаясі, який часто подавав її в ресторані Ueno Seiyōken (яп. 上 野 精 養 軒).
- Найпоширеніше пояснення полягає в тому, що назва (яп. ハヤシ) просто походить від англійської фрази «hashed beef» (яловичий фарш), що насправді є також іншою назвою страви[4].

Рис Хаясі — одна з найпопулярніших страв йошоку завдяки широкій доступності рисової суміші Хаясі та готового соусу деміглас в японських супермаркетах. Страву зазвичай їдять ложкою.
Поєднанням рису омурайсу і Хаясі називається омухаясі.
Рис Хаясі є важливою стравою в романі письменника Кейґо Хіґашіно «Рюсей но Кізуна».